# Dixebra
Dixebra est un groupe de rock espagnol, originaire d'Avilés, dans les Asturies.

## Biographie

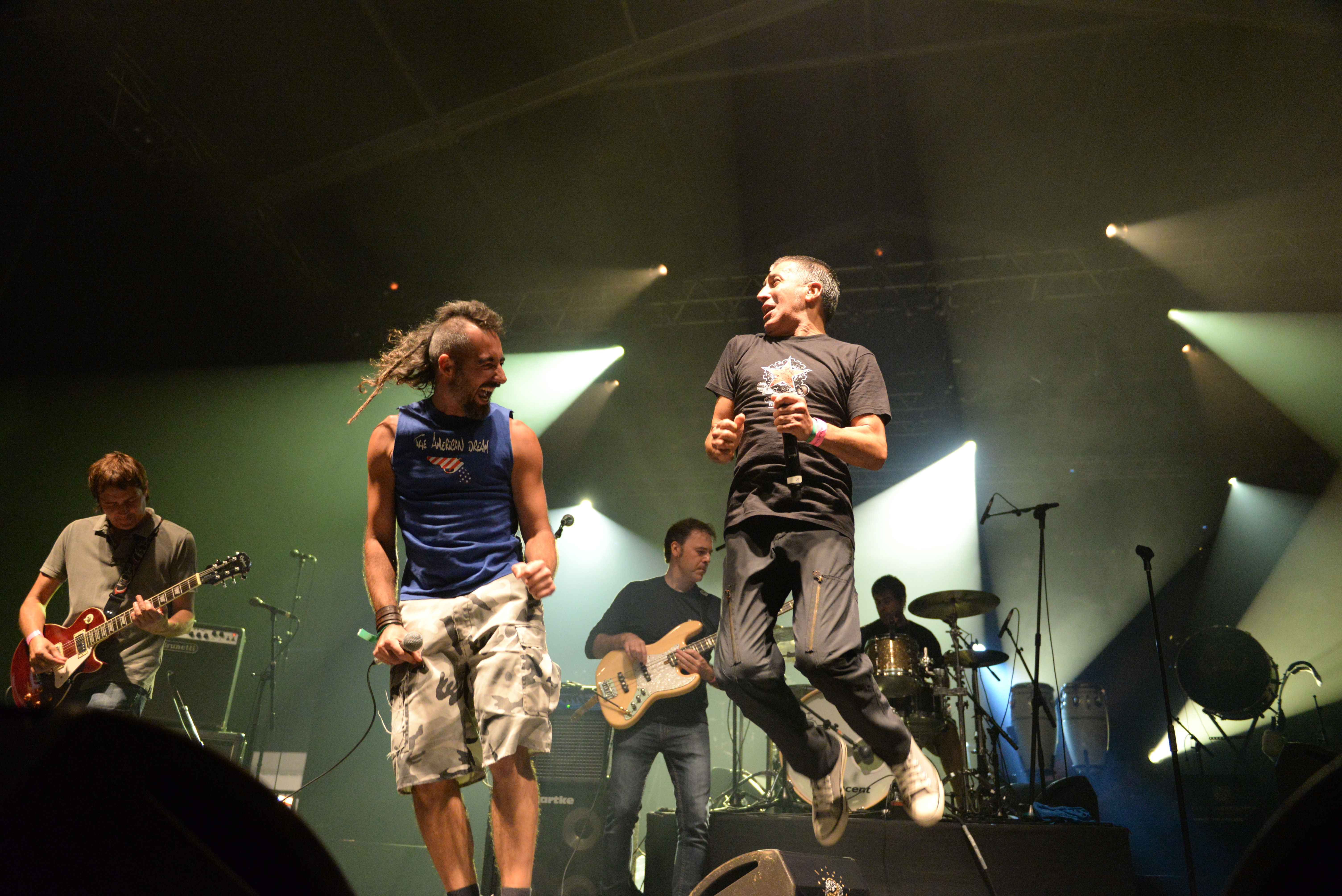
Dixebra au Festival interceltique de Lorient en 2014.

Dixebra est formé en 1987 à Avilés avec l'idée de créer un groupe de rock montrant bien les réalités du pays. Tous les membres de la bande sont politiquement reconnus comme de gauche, mais avec des idéologies différentes allant du nationalisme asturien au marxisme.
Au début, les membres du groupe avaient peu d'expérience musicale et leurs compositions étaient réduites à des morceaux simples basés sur le ska et le punk rock, clairement inspirés de groupes de renom locaux tels que Kortatu ou La Polla Records. À l'été 1987, ils enregistrent une démo pour l'Ensame Nacionalista Astur (ENA). En 1988  ils publient une démo de 300 exemplaires avec dix pistes. Dixebra commence à apparaître dans les médias, où certains de leurs semblables politiquement lui reprochent le « radicalisme » et « vasquisme » de ses paroles.
En 1990, le label Fonoastur sort leur premier LP, Grie-ska, en formats cassette et vinyle (réédité en CD des années plus tard). En 1992, le groupe joue dans les Asturies, à Santiago de Compostela, célébrant la Día de la Patria Gallega.
Leur premier album studio, publié en 1993, s'intitule Asturies o trabayes, et traite de différents thèmes comme l'écologisme, l'antimilitarisme, l'antiracisme, le celtique et les manifestations sociales. L'album comprend les morceaux Asturalia et La Tía Nemesia. En 1995, le groupe est contacté par le conseil municipal d'Oviedo pour compléter une nuit celtique avec Milladoiro, Xaréu et Manolo Quirós.
En 1997, le groupe participe au Festival interceltique de Lorient à Lorient, en France, jouant Dieron en duru, dédié aux travailleurs de Duro Felguera.
En novembre 2007, sort l'album intitulé Salú ya Dixebra, perversiones!, qui rassemble des reprises de 21 groupes asturiens rendant hommage àDixebra.
Le 18 octobre 2008, ils participent à Liet Lavlut, une sorte de festival Eurovision pour les langues minoritaires, organisée dans la ville de Luleå, dans le nord de la Suède. Ils remportent la deuxième place avec 73 points.
Le 4 mars 2010, ils reçoivent le prix de la meilleure chanson en asturien pour Cantar de la redención, tiré de leur dernier album Amor incendiariu. Xune Elipe ira chercher le prix et revendiquera l'officialité de cette langue. À la fin 2017, le groupe organise une fête-concert, célébrant sa trentième année d'activité, à Oviedo (Tribeca),.

## Membres
- Israel Sánchez - batterie
- Primi Abella - guitare
- Fernando Rubio - gaïta
- Xune Elipe - voix
- Javi Rodríguez - basse
- Eladio Díaz - saxophone
- Agustín Lara - trompette
- Sergio Rodríguez - programmation, sons directs

## Discographie
- 1990 : Grieska (Fonoastur)
- 1993 : ¿Asturies o trabayes? (L'Aguañaz)
- 1995 : Apúntate a la llista (L'Aguañaz)
- 1997 : Dieron en duru (L'Aguañaz)
- 2000 : Glaya un país (L'Aguañaz)
- 2002 : Sube la marea  (L'Aguañaz)
- 2003 : Cróniques d'un pueblu (L'Aguañaz)
- 2005 : Ensin novedá (L'Aguañaz)
- 2009 : Amor incendiariu  (L'Aguañaz)
- 2013 : Tiempos modernos (L'Aguañaz)